# آتشکده فردقان
بقایای آتشکده فردقان مربوط به دوره ساسانیان است و در شهرستان فراهان، بخش خنجین، شهر خنجین، روستای فردقان واقع شده و این اثر در تاریخ ۱۸ اسفند ۱۳۸۷ با شمارهٔ ثبت ۲۵۰۱۹ به‌عنوان یکی از آثار ملی ایران به ثبت رسیده‌است.
نگاهی به آتشکده فردقان
در استان مرکزی روستای تاریخی فردقان از توابع بخش خنجین شهرستان فراهان است و در شمال غرب این شهرستان قرار دارد. 
در روستای تاریخی فردقان بقایای یک قلعه عظیم به مساحت حدود یک هکتار و نیز بقایای معماری منتسب به یک آتشکده وجود دارد که مهم‌ترین عنصر بارز معماری آن یک ستون آجری چهاروجهی است.
برخی متون تاریخی به قلعه فردقان اشاره کرده و از آتشکده‌ای در فردقان سخن گفته و به برخی رویدادهای تاریخی مرتبط با آن پرداخته‌اند.
بر اساس نوشته‌های برخی از این منابع، آتش این آتشکده تا اواخر سده سوم هجری روشن بوده است.
تا قبل از گمانه‌زنی فردقان، تنها اثر باقی‌مانده از بنای موسوم به آتشکده، یک ستون آجری شبدری شکل در خانه یکی از اهالی روستا بود.
در بازدیدی که در اردیبهشت 94 از اثر به عمل آمد، انجام عملیات گمانه‌زنی به منظور شناخت ابعاد معماری بنا ضروری تشخیص داده شد، بنابراین طی سال‌های 94 و 95 دو طرح پژوهشی تهیه و به پژوهشکده باستان‌شناسی ارسال شد.
پس از بررسی طرح‌ها توسط پژوهشکده مذکور، مجوزهای لازم برای انجام عملیات پژوهشی صادر و در تابستان 94 و پاییز 95 قلعه و آتشکده فردقان مورد مطالعه میدانی و گمانه‌‌زنی قرار گرفت. 
هدف از انجام گمانه‌زنی در فصل اول شناسایی و بررسی وضعیت کلی بنای موسوم به آتشکده بود و در فصل دوم تعیین عرصه و پیشنهاد حریم قلعه تاریخی فردقان مد نظر قرار داشت که هر دو هدف محقق شد.
بر اساس نتایج دو فصل پژوهشی انجام شده روستای فردقان در 50 کیلومتری شمال غرب شهر فرمهین، مرکز شهرستان فراهان، واقع شده است.
این روستا در منطقه‌‌ای کوهستانی قرار گرفته و به شکل یک مثلث در دره‌ای ناهمواری محصور شده است، بنابراین تنها راه ارتباطی مؤثر آن با سایر مراکز، جاده آسفالته‌‌ای است که آن را به شهر خنجین و از آنجا به مسیر ارتباطی فرمهین- کُمیجان در جنوب متصل می‌کند. 
دره اصلی رودخانه فردقان نیز در جهت شمال به جنوب از میانه روستا گذشته و آن را به دو بخش شرقی و غربی تقسیم می‌‌کند، از نظر اقلیمی، فردقان در اقلیم سرد و کوهستانی قرار دارد و حداکثر بارندگی در ماه‌های آبان و بهمن اتفاق افتاده است.
بر اساس مطالعات صورت گرفته بر روی متون تاریخی، از سده سوم هجری به نام فردقان و برخی وقایع تاریخی مرتبط با آن در این متون اشاره شده است، ابن فقیه همدانی نویسنده مختصرالبلدان و محمدبن حسن قمی در تاریخ قم(سده 3 هجری)، ابن اثیر(سده 6 و 7 هجری) در الکامل فی التاریخ و نیز احمد تتوی(سده 11 هجری) در تاریخ الفی از فردقان و آتشکده آن سخن به میان آورده‌‌اند.
در این متون به فردقان، آتشکده واقع در آن، تصرف و تخریب آن توسط حاکم قم در سال 288 هجری، انتقال درب مطلای آتشکده به کعبه در زمان حجاج بن یوسف، شکست علاءالدوله کاکویه از مسعود بن محمود بن سبکتکین و پناه گرفتن او در قلعه فردقان و نیز زندانی شدن بوعلی سینا در قلعه مذکور پرداخته شده است.
از میان متون مربوط به جغرافیایی تاریخی نیز یاقوت حموی در المعجم البلدان به فردقان اشاره کرده است.
حسن قمی در تاریخ قم از فردقان با نام مزدجان یاد کرده و ضمن نقل قول از ابن‌فقیه؛ در خصوص آتشکده فردقان و چگونگی ویرانی آن در سال 288 هجری می‌‌نویسد: «چنین گوید همدانی در کتاب خود که در دیهی از دیهه‌ای قم، نام آن مزدجان[Mazdajan] آتشکده کهنه و دیرینه بوده است و در این آتشکده آتش آذرجشنسف بوده است و این آتش از جمله آتش‌هایی بوده که مجوس در وصف و حق آن غلو کرده‌‌اند. پس همه اوقات بدین قریه این آتشکده بوده است تا آنگاه که بیرون ترکی امیر قم بدین دیه رسید و بر باروهای آنها منجنیق‌ها و عرادها نصب کرد و آن را در سنه ثمان و ثمانین و مأتین بگرفت و فتح کرد و باروی آن خراب کرد و آتشکده را زیر و رو گردانید و آتش را بنشاند...».
وی در ادامه می‌نویسد: «و نیز گویند که مسلمانان در زمان خلافت عبدالملک بن مروان و والی و حاکم شدن حجاج بن یوسف بر عراقین، بر اهل این دیه خروج کردند و با ایشان محاربه کردند و این دیه را مسخر گردانیدند و درِ آتشکده بکندند و آن دو مصّراع بودند از طلا و آن را برکندند و به پیش حجاج بردند و حجاج آن را به مکه فرستاد تا بر در کعبه درآویختند والله اعلم...».
ابن اثیر محقق سده‌های ششم و هفتم هجری در کتاب الکامل در بیان انهزام علاءالدوله بن کاکویه از سپاه مسعودبن محمود بن سبکتکیتن(جلد 22 صفحات 116 تا 135) از فردقان سخن به میان آورده و احمد تتوی از نویسندگان سده یازدهم هجری در کتاب تاریخ الفی: تاریخ هزارساله اسلام، به نقل از وی این‌گونه نوشته است: ...از وقایع دیگر لشکرکشی مسعودبن محمود جهت استیصال علاءالدوله است که مسعود بر سر ولایت علاءالدوله رفت.
علاءالدوله در محاربه زخمی شده به قلعه فردجان رفت و چند روز در آن قلعه از برای معالجه خود توقف نموده و فرهاد بن مرداویج در آنجا به او وعده کمک داد و او را امیدوار ساخت. علاءالدوله باز قصد ولایت خود را کرد اما تاش فراش را برای مقابله او به ری فرستاد.
علاءالدوله به همراه فرهاد بن مرداویج از قلعه فردجان بیرون آمده به بروجرد رسیدند... آذرگشنسب: آتشی بوده خاص سواران و جنگیان و محل آن به قولی شهر شیز یا گنزه نزدیک دریاچه ارومیه بوده... و به تصریح ابن فقیه این آتش به امر انوشیروان از برزه آذربایجان به شیز منتقل شد و در تاریخ قم گوید ماهجشنسف از آذربایجان به فردجان که یکی از دیه‌های قم است منتقل شده است.
یاقوت حموی در معجمالبلدان زیل نام فردجان (فردقان) آورده است: فَرْدَجَان‏: قلعة مشهورة من نواحی همذان(همدان)
در فرهنگ لغت دهخدا درباره فردقان چنین آمده است:«فردجان. (فَ دَ) (اِخ) قلعه مشهوری است در نواحی همدان از ناحیه چراء.(معجم البلدان). ابن‌سینا در سال 412 ه. ق به فرمان سماءالدوله و به اتهام ارتباط با حاکم اصفهان علاءالدوله مدت چهار ماه در همین قلعه زندانی بود و رساله عرفانی حی‌بن‌یقظان را در این جا نوشت.»
مطالعه این منابع نشان می‌‌دهد، فردقان تا اواخر سده سوم هجری اهمیت خود را حفظ کرده و بنا بر بررسی‌‌های صورت گرفته بقایای یک ستون تاریخی موجود در روستا منتسب به آتشکده مورد نظر است.